# Flandern-Rundfahrt 1987
Die Flandern-Rundfahrt 1987 war die 70. Austragung dieses klassischen Eintagesrennen im Straßenradsport. Sie wurde am 5. April 1987 über eine Distanz von 274 km ausgetragen. Das Rennen wurde von Claude Criquielion vor Sean Kelly und Eric Vanderaerden gewonnen.
Der in Führung liegende Jesper Skibby stürzte am Koppenberg und sein Fahrrad vom Jury-Auto überrollt wurde. Nach diesem Ereignis wurde der Koppenberg für einige Jahre aus der Flandern-Rundfahrt genommen. Der Sieger Claude Criquielion war der erste französischsprachige Belgier der die Flandern-Rundfahrt gewann.

## Teilnehmende Mannschaften
| Hitachi-Marc Kas Panasonic-Isostar Toshiba-La Vie claire Lotto–Merckx PDM-Ultima-Concorde | Lucas-Müllers Superconfex-Yoko Système U Gewiss-Bianchi 7 Eleven-Hoonved Atala-Ofmega | Transvemij-Van Schilt Sigma-Fina Carrera Jeans-Vagabond RMO-Cycles Méral-Mavic Robland-Isoglass Roland-Skala | AD Renting-Fangio-IOC-MBK Caja Rural–Orbea Supermercati Brianzoli-Chateau d’Ax Paini-Bottecchia-Sidi Remac-Fanini TeVe Blad-Eddy Merckx | Z-Peugeot S.E.F.B.-Gipiemme |

## Ergebnis
| Rang | Fahrer             | Team                  | Zeit       |
| ---- | ------------------ | --------------------- | ---------- |
| 1    | Claude Criquielion | Hitachi-Marc-Splendor | 7h 15' 30" |
| 2    | Sean Kelly         | Kas                   | + 1' 00"   |
| 3    | Eric Vanderaerden  | Panasonic             | gl. Zeit   |
| 4    | Steve Bauer        | La Vie Claire-Radar   | gl. Zeit   |
| 5    | Marc Sergeant      | Lotto–Merckx          | gl. Zeit   |
| 6    | Steven Rooks       | PDM–Ultima–Concorde   | gl. Zeit   |
| 7    | Ronny van Holen    | Lucas-Arkel           | gl. Zeit   |
| 8    | Adri van der Poel  | PDM–Ultima–Concorde   | gl. Zeit   |
| 9    | Ludo Peeters       | Superconfex–Yoko      | gl. Zeit   |
| 10   | Allan Peiper       | Panasonic             | gl. Zeit   |